# راس العقبة (إب)

تعديل مصدري - تعديل

راس العقبة محلة تابعة لقرية مشورة، التابعة لعزلة ثواب اعلى بمديرية إب إحدى مديريات محافظة إب في الجمهورية اليمنية.، بلغ تعداد سكانها 105 حسب تعداد اليمن لعام 2004.